# Gergogne
Die Gergogne ist ein Bach in Zentral-Frankreich, der im Département Oise der Region Hauts-de-France und im Département Seine-et-Marne der Region Île-de-France nordöstlich von Paris verläuft.

## Geografie

### Verlauf
Die Gergogne entspringt im Gemeindegebiet von Bouillancy, entwässert generell Richtung Südost durch die Landschaft des Multien und mündet nach rund 12 Kilometern im Gemeindegebiet von May-en-Multien als rechter Nebenfluss in den Ourcq. Ein zweiter Mündungsarm fließt in den parallel verlaufenden Canal de l’Ourcq.

### Orte am Fluss
(Reihenfolge in Fließrichtung)
- Gueux, Gemeinde Bouillancy
- Bouillancy
- Réez, Gemeinde Réez-Fosse-Martin
- Acy-en-Multien
- Rosoy-en-Multien
- Migny, Gemeinde Rouvres-en-Multien
- Cressonnière, Gemeinde May-en-Multien
- Moulin de May, Gemeinde May-en-Multien